# Cartellà
Cartellà – miejscowość w Hiszpanii, w Katalonii, w prowincji Girona, w comarce Gironès, w gminie Sant Gregori.
Według danych INE z 2005 roku miejscowość zamieszkiwały 143 osoby.